# Annemiek Derckx
Annemiek Derckx, née le 12 avril 1954 à Beegden, est une kayakiste néerlandaise. 

## Carrière
Annemiek Derckx participe aux Jeux olympiques de 1984 à Los Angeles et remporte la médaille de bronze en K-1 500m. Lors des Jeux olympiques d'été de 1988, elle remporte la médaille de bronze en K-2 500m avec Annemarie Cox.